# Ramón José de Arce
Ramón José de Arce Rebollar y Uribarri (Selaya, 25 ottobre 1755 – Parigi, 16 febbraio 1844) è stato un patriarca cattolico spagnolo.

## Biografia

### Formazione e ministero sacerdotale
Frequentò il Colegio Mayor de Cuenca presso l'Università di Salamanca ed, in seguito all'ordinazione sacerdotale, divenne canonico di Segovia e Valencia. Fu un membro del Consiglio di Castiglia.

### Ministero episcopale
Il 18 dicembre 1797 fu nominato arcivescovo metropolita di Burgos da papa Pio VII.
Il 4 marzo 1798 a Madrid ricevette la consacrazione episcopale dalle mani dell'arcivescovo titolare di Farsalo Juan Moya, co-consacranti il vescovo di Tuy Juan García Benito e Francisco de Cuerda, già vescovo di Porto Rico.
Dal 1798 al 1808 ricevette l'incarico di inquisitore generale di Spagna.
Il 20 luglio 1801 ricevette l'incarico di arcivescovo metropolita di Saragozza.
Il 18 aprile 1806 fu nominato da papa Pio VII patriarca titolare delle Indie Occidentali e in base al breve Apostolicae benignitatis del 10 marzo 1762 di papa Clemente XIII, divenne anche vicario generale dell'esercito.
Accusato di essere filo-francese a causa di alcuni sermoni che tenne durante l'occupazione francese nel 1808, subì numerose pressioni affinché rassegnasse le sue dimissioni.
Si dimise dal suo arcivescovado e patriarcato il 15 luglio 1816 e successivamente visse in esilio a Parigi, dove morì il 16 febbraio 1844.

## Genealogia episcopale e successione apostolica
La genealogia episcopale è:
- Cardinale Scipione Rebiba
- Cardinale Giulio Antonio Santori
- Cardinale Girolamo Bernerio, O.P.
- Arcivescovo Galeazzo Sanvitale
- Cardinale Ludovico Ludovisi
- Cardinale Luigi Caetani
- Cardinale Ulderico Carpegna
- Cardinale Paluzzo Paluzzi Altieri degli Albertoni
- Papa Benedetto XIII
- Papa Benedetto XIV
- Papa Clemente XIII
- Cardinale Francesco Saverio de Zelada
- Cardinale Antonio Sentmanat y Castellá
- Arcivescovo Juan Moya, O.F.M.Obs.
- Arcivescovo Ramón José de Arce

La successione apostolica è:
- Vescovo José Antonio Garnica (1801)
- Arcivescovo Manuel Cid Monroy (1802)
- Vescovo Manuel Gómez de Salazar (1802)
- Vescovo Miguel Joaquín Matías Suárez, O.F.M.Cap. (1803)
- Vescovo Francisco Javier Almonacid (1803)